# Равнопольская-Дин, Анна-Мария Йорданова
Анна-Мария Йорданова Равнопольская-Дин (болг. Анна-Мария Йорданова Равнополска-Дийн; София) — болгарская арфистка , композитор, музыкальный педагог.
Закончила Софийскую консерваторию, затем училась у Лианы Паскуали и Сьюзен Макдоналд. Получила очень престижную степень «Арт Диплома» Университета Индианы, Блумингтон, США. В 1992 дебютировала в нью-йоркском Карнеги-Холле. С 1991 года — профессор музыки Американского Университета в Болгарии и продолжает активную концертную деятельность.
После свадьбы с виолончелистом Джеффри Дином (англ. Geoffrey Dean) сменила фамилию на Равнопольская-Дин.

## Дискография
- Bulgarian Harp Favorites, Arpa d’oro, CD 2003
- Legende: French Music for Harp, Gega CD, 1999
- Harpist at the Opera (honoring the Donizetti bicentennial), Arpa d’oro CD, 1997
- Harps of the Americas (Paraguayan and pedal harps), Arpa d’oro CD, 1996
- Erich Schubert Pop Harp Festival, Gega CD, 1994
- A Harpist’s Invitation to the Dance, Gega CD, 1992